# لكزس جي إكس
لكزس جي إكس (بالإنجليزية: Lexus GX)‏ هي سيارة رياضية متوسطة الحجم تنتجها شركة لكزس منذ عام 2003م.
تم تقديمها للمرة الأولى في الولايات المتحدة بمعرض أمريكا الشمالية الدولي للسيارات عام 2002م كطراز 2003 وبذلك أصبحت ثالث SUV تنضم لخط إنتاج لكزس. تم تزويد جي إكس 470 بهيكل طراز تويوتا برادو كما تم تزويدها بمحرك (V8) سعته 4.7 ل هو نفسه المستخدم بالطراز الأعلى إل إكس 470. تم الاعتماد في تصميمها على المزج بين إمكانيات الطرق الممهدة والوعرة في سيارة واحدة. يتم إنتاجها باليابان.
يحتل طراز جي إكس مكانه في خط الإنتاج بين طراز آر إكس وبين الطراز الكبير إل إكس. يتم إنتاج هذا الطراز خصيصاً لأسواق أمريكا الشمالية. تم تطوير السيارة منذ بدايتها عام 2003م بإضافة خصائص تقنية ونظام تعليق جديد للطرق الوعرة ونسخة رياضية.

## الجيل الأول (J120, 2002)
قدمت لكزس سيارة GX 470 في معرض أمريكا الشمالية الدولي للسيارات في يناير 2002 كنموذج 2003، مع بدء المبيعات في نوفمبر 2002. بدأ برنامج تطوير GX في 1999 بعد J120 Toyota Land Cruiser Prado في عام 1997، مع أعمال التصميم من قبل Shoichi Fujiyoshi انتهى في النصف الأول من عام 2000. التعليق شارك تخطيطه مع Toyota 4Runner المجهزة بتعليق هوائي خلفي، مع إضافة نظام التعليق المتغير التكيفي (AVS) ونظام التحكم في الإنحدار (DAC). يمكن لـ AVS ضبط صلابة المثبط بشكل مستمر بينما تنزل DAC المعدلة أسفل المنحدرات. جاء الطاقة من 4.7 ليتر، 32 صماما، وأربعة كام 2UZ-FE محرك V8تم تصنيفها في الأصل عند 175 كيلوواط (235 حصان) عند 4800 دورة في الدقيقة و 434 نيوتن متر (320 رطل قدم) من عزم الدوران عند 3400 دورة في الدقيقة. تم تصنيف قدرة السحب عند 2300 كجم (5000 رطل) لعام 2003. في منتصف عام 2004، تلقت GX قدرة سحب مطورة تبلغ 2900 كجم (6500 رطل) مع إضافة وصلة جر أنبوبية أقوى بكثير مثبتة بمسامير. قياس الخلوص الأرضي 211 ملم (8.3 بوصة)، بزاوية اقتراب 30 درجة وزاوية مغادرة 29 درجة مرفوعة (25 درجة طبيعية). حملت GX 470 معامل سحب C d = 0.38.
تم تجهيز المقصورة بصفين من المقاعد، بينما يسمح الصف الثالث الاختياري بنقل ما يصل إلى ثمانية ركاب. ومع ذلك، كان الصف الثالث القابل للطي محكمًا بمساحة 630 مم (24.9 بوصة) فقط للأرجل. كان نظام الصوت Mark Levinson جنبًا إلى جنب مع نظام الترفيه في المقعد الخلفي متاحين كخيارات. كان الباب الخلفي الخلفي ذو الفتح الجانبي قياسيًا.
في عام 2003، بالنسبة لعام 2004، تمت ترقية ناقل الحركة GX 470 إلى وحدة محكمة الغلق بدون مقياس عمق. أصبح نظام التعليق الديناميكي الحركي الاختياري (KDSS) متاحًا كإضافة في أواخر العام. حررت KDSS وضبطت قضبان التثبيت في السيارة لمزيد من المفصلة مما يسمح للعجلات بالتحرك مع قيود أقل على التضاريس غير المستوية، واستخدمت صمامات استشعار الضغط الهيدروليكية الأمامية والخلفية وقضبان موازنة أكبر لتقليل انقلاب الهيكل أثناء ظروف الطريق. تضمنت ترقيات السلامة لعام 2004 ميزة استشعار لفة للوسائد الهوائية الستائرية الجانبية، ونظام مراقبة ضغط الإطارات، ونظام كاميرا خلفي اختياري.
في عام 2004، بالنسبة لعام 2005، اكتسب محرك GX 470 26 كيلوواط (35 حصان) مع إضافة VVT-i بإجمالي 201 كيلو واط (270 حصان). سمح هذا لسيارة الدفع الرباعي بالحصول على اعتماد باعتبارها مركبة ذات انبعاثات منخفضة للغاية II (ULEV II) في الولايات المتحدة. تضمنت الترقيات الأخرى نظام ملاحة محسنًا وتوافقًا مع تقنية Bluetooth والمزيد من الأوامر الصوتية. انضم طراز رياضي إلى التشكيلة، بما في ذلك نظام التعليق الديناميكي الحركي وتصميم مختلف مثل المصابيح الأمامية ذات الإطار المدخن، وتطعيمات الكروم المضافة، وخشب القيقب الأسود.
في عام 2005، بالنسبة لعام 2006، أدت التغييرات في إجراءات اختبار محرك SAE إلى انخفاض طفيف في مقدار الطاقة المحددة لمحرك V8 إلى 196 كيلو واط (263 حصان)، وتم تقديم تقنيات الاتصال عن بعد Lexus Link في أمريكا الشمالية. بالنسبة لعام 2007، لم يتغير GX 470 إلى حد كبير، مع ترقيات لإلكترونيات المقصورة بما في ذلك نظام ملاحة من الجيل الجديد، ومقبس إدخال إضافي لأجهزة مثل iPod ، وتشغيل فيديو DVD عند الوقوف، وشاشة فيديو ترفيهية خلفية اختيارية أكبر.
أخيرًا، في عام 2007، بالنسبة لعام 2008، تلقت GX 470 تحديثات التصميم، بما في ذلك الشبكة المعدنية الداكنة، وعجلات الجرافيت السائل، والكروم الخارجي والداخلي المضاف، وأضواء إشارة الانعطاف المنقحة، وخيارات ألوان الخشب والجسم المضافة.
فازت لكزس جي إكس بالعديد من الجوائز بما في ذلك «أربع عجلات العام» في عامي 2003 و 2004 من مجلة فور ويلر، ومجلة أول ستار للسيارات لعام 2003 في فئة الأدوات الرياضية متوسطة الحجم. صنفت شركة JD Power and Associates سيارة GX 470 كأعلى سيارة دفع رباعي فاخرة من حيث الجودة الأولية في عام 2005، ومنح Kelley Blue Book سيارة GX 470 جائزة أفضل قيمة لإعادة البيع في عام 2006.

## الجيل الثاني (J150، 2009)
ظهرت سيارة GX 460 لأول مرة في الصين في معرض قوانغتشو الدولي للسيارات في نوفمبر 2009. واستمر الطراز المعاد تصميمه ببناء الهيكل على الإطار، والدفع الرباعي بدوام كامل، وعلبة نقل hi-lo المتحكم بها إلكترونيًا، وقفل مركز Torsen التفاضلية. أصبح نظام التعليق الديناميكي الحركي (KDSS) قياسيًا. جاءت القوة من محرك 1UR-FE V8 جديد سعة 4.6 لتر ينتج 224 كيلوواط (301 حصان) وعزم دوران 446 نيوتن متر (329 رطل قدم)، مقترن بناقل حركة أوتوماتيكي جديد بست سرعات. تم تحسين الاقتصاد في استهلاك الوقود مقارنة بالجيل السابق، [15] بينما كانت قدرة القطر القصوى 2,950 كجم (6500 رطل). تم تقليل معامل السحب إلى ج د = 0.35. تم إخفاء الماسحة الخلفية أسفل الجناح الخلفي، وبينما ظل الباب الخلفي مفتوحًا على الجانب، تمت إضافة لوحة زجاجية قابلة للطي.
أضافت المقصورة الداخلية صفًا ثالثًا قابل للطي كهربائيًا يتسع لراكبين يتم طيه بشكل مسطح، مما يسمح بسعة تصل إلى سبعة ركاب، مع انزلاق أو إمالة الصف الثاني للوصول إلى الصف الثالث. نظرًا لأن الصف الثالث لم يعد قابلاً للإزالة ويستخدم مساحة إضافية، فقد انخفضت سعة الشحن. A التبديل تبديل استبدال الكلمة نقل القضية لتركيب ذراع ناقل الحركة، وأضافت الكتلة قياس عرض زاوية عجلة القيادة لحالات الطرق الوعرة. على غرار ما سبق، كان نظام الصوت Mark Levinson ونظام الترفيه للمقعد الخلفي (RSES) ذو شاشتين اختياريًا، في حين كان نظام التحكم في المناخ ثلاثي المناطق والجلد شبه الأنيلين ومقاعد الصف الثاني المدفأة وعجلة القيادة خيارات جديدة.
مثل سابقتها، تم تقديم نظام التعليق الهوائي الخلفي القابل للتعديل (AHC) في GX 460 مع نظام التعليق المتغير التكيفي (AVS) ونظام التحكم في المساعدة على المنحدرات (HAC). تضمنت المساعدات الإلكترونية الإضافية نظام التحكم في الزحف في LX 570 ونظام التحكم في الإنحدار (DAC) ونظام التحكم النشط في الجر (A-TRAC). يوزع الترس التفاضلي Torsen تقسيمًا متغيرًا لعزم الدوران عند ترك الفتح، بما في ذلك نسبة 40:60 (أمامي: خلفي) في ظل ظروف القيادة العادية، ونسبة 30:70 أثناء الانعطاف، ونسبة 50:50 عند اكتشاف انزلاق العجلة الخلفية.
تضمنت ميزات الأمان الإضافية مساند رأس نشطة لتقليل الإصابات وعشرة وسائد هوائية، بما في ذلك وسائد هوائية للركبة الأمامية ووسائد هوائية خلفية للجذع. وتشمل خيارات جديدة للسلامة في مرحلة ما قبل التصادم نظام، نظام التشغيل مراقبة، نظام حارة تحذير رحيل ولكزس Enform مع السلامة ربط تقنيات المعلومات. توفر الكاميرات الاختيارية الموجودة في الباب الخلفي ومرآة الرؤية الخلفية والمرايا الجانبية للركاب إطلالات على جوانب السيارة. تم تزويد أجهزة عرض المصابيح الأمامية HID ذات الشعاع المنخفض بشعاع ذكي عاليميزة تقوم تلقائيًا بتعتيم الضوء العالي وفقًا لظروف حركة المرور ونظام الإضاءة الأمامي التكيفي (AFS) الذي يدير المصابيح الأمامية في الزوايا.
في 28 مايو 2012، أعلنت شركة لكزس الصين عن إطلاق GX 400 في السوق لتحل محل GX 460 في الصين. تم تغيير خيار المحرك الآن إلى محرك 1GR-FE V6 سعة 4.0 لتر والذي ينتج 202 كيلووات (271 حصان) مع ناقل حركة أوتوماتيكي بخمس سرعات. نظرًا لانخفاض الطاقة، تستغرق سيارة GX 400 9.8 ثانية للتسارع من 0 إلى 100 كم / ساعة (من 0 إلى 62 ميلاً في الساعة). بالمقارنة مع GX 460 الصادرة، تظل معظم المعدات القياسية في GX 400 كما هي. ومع ذلك، في نوفمبر 2017، توقف إنتاج GX 400 في الأسواق الصينية.
في 13 أبريل 2010، حثت تقارير المستهلك في الولايات المتحدة العملاء على عدم شراء موديل 2010 GX 460، مما منحها علامة «لا تشتري، مخاطر السلامة»، وهي أول تصنيف لها منذ عام 2001، بعد نتائج و«انطلاقه بعنف» اختبار الطوارئ. تم رفع هذا الملصق في 7 مايو 2010. في اختبار السرعة العالية، تم تشغيل السيارة الرياضية متعددة الاستخدامات بسرعة بدون إدخال دواسة، مما تسبب في انزلاق جانبي قبل أن يبدأ نظام التحكم في ثبات السيارة (VSC) في التوقف التام. ذكرت تقارير المستهلك أن VSC تصرف ببطء شديد، وإذا اصطدمت عجلة بحاجز أو انزلقت عن الرصيف، فقد يقع حادث انقلاب. اجتازت منصة Toyota 4Runner المشتركة الاختبار وأثناء ذلكوقالت منظمة كونسيومر ريبورتس إنها لا تعرف أي حوادث فعلية، وأوصت بإصلاح البرامج. في نفس اليوم، أعربت شركة صناعة السيارات Toyota عن قلقها وشكرت المجلة وعلقت مؤقتًا مبيعات GX 460. بينما أشارت تويوتا إلى أن سيارات الدفع الرباعي تلبي جميع المتطلبات الفيدرالية الأمريكية، في 16 أبريل أكدت تويوتا أن اختباراتها قد تكررت مع النتائج.
في 19 أبريل 2010، تم إصدار استدعاء طوعي لـ GX 460، جنبًا إلى جنب مع محرك اليد اليسرى Land Cruiser Prado ، لتحديث البرنامج لإصلاح استجابة VSC. مع تحديث البرنامج، استؤنفت المبيعات في 29 أبريل.تم انتقاد التحكم في ثبات السيارة من قبل مجلة Wheels لبطء سرعة الاستجابة على نماذج مثل Toyota Kluger (المعروفة باسم Highlander في أمريكا الشمالية)، بينما أشار Drive إلى أن VSC قيل أيضًا أنه يتدخل في وقت مبكر جدًا. أشارت صحيفة وول ستريت جورنال إلى عدم وجود VSC قبل عقد من الزمان.
في سبتمبر 2013، تلقت GX أول عملية تجميل مع تصميم شبكة عمود الدوران لكزس، ومصابيح أمامية LED جديدة ومصابيح LED نهارية قياسية؛ مصابيح الضباب LED اختيارية. تم تخفيض الأسعار في الولايات المتحدة بمقدار 4750 دولارًا.
في عام 2016، بالنسبة لعام 2017، أضافت لكزس GX مقاعد كابتن الصف الثاني مع الحزمة الفاخرة.
في عام 2019، بالنسبة لعام 2020، تلقت GX عملية تجميل ثانية مع شبكة مغزل أعيد تصميمها وزاوية أكثر إلى جانب مصابيح أمامية جديدة ثلاثية الشعاع LED. حزمة الطرق الوعرة جديدة أيضًا، والتي تتكون من شاشة رؤية بانورامية بزاوية 360 درجة وشاشة متعددة التضاريس مع 4 كاميرات، ومبرد ناقل الحركة، وواقي خزان الوقود جنبًا إلى جنب مع نظام التحكم بالزحف الخاص بكزس ونظام تحديد التضاريس المتعددة. بالإضافة إلى ذلك، يكتسب التصميم الداخلي خيارات جديدة للقطع، وجزء ميزات السلامة من نظام السلامة + أصبح الآن قياسيًا في جميع الطرازات.

## المبيعات
محدثة**
بيانات مبيعات لكزس جي إكس كالتالي، مأخوذة من بيانات الشركة المصنعة السنوية:
| العــــــــــــــــــــــام | الموديل    | مبيعات الولايات المتحدة |
| --------------------------- | ---------- | ----------------------- |
| 2002                        | جي أكس 470 | 2,190                   |
| 2003                        | جي أكس 470 | 31,376                  |
| 2004                        | جي أكس 470 | 35,420                  |
| 2005                        | جي أكس 470 | 34,339                  |
| 2006                        | جي أكس 470 | 25,454                  |
| 2007                        | جي أكس 470 | 23,035                  |
| 2008                        | جي أكس 470 | 16,424                  |
| 2009                        | جي أكس 470 | 6,235                   |
| 2010                        | جي أكس 460 | 16,450                  |
| 2011                        | جي أكس 460 | 11,609                  |
| 2012                        | جي أكس 460 | 11,039                  |
| 2013                        | جي أكس 460 | 12,136                  |
| 2014                        | جي أكس 460 | 22,685                  |
| 2015                        | جي أكس 460 | 25,212                  |
| 2016                        | جي أكس 460 | 25,148                  |
| 2017                        | جي أكس 460 | 27,190                  |
| 2018                        | جي أكس 460 | 26,724                  |
| 2019                        | جي أكس 460 | 25,945                  |

| العــــــــــــــــــــــام | مبيعات الولايات المتحدة | مبيعات كندا         |
| --------------------------- | ----------------------- | ------------------- |
| 2000                        | 9,925                   | البيانات غير متوفرة |
| 2001                        | 68,574                  | البيانات غير متوفرة |
| 2002                        | 70,187                  | البيانات غير متوفرة |
| 2003                        | 67,067                  | البيانات غير متوفرة |
| 2004                        | 58,114                  | 562                 |
| 2005                        | 45,904                  | 477                 |
| 2006                        | 34,315                  | 377                 |
| 2007                        | 23,273                  | 195                 |
| 2008                        | 30,693                  | 842                 |
| 2009                        | 16,387                  | 800                 |
| 2010                        | 13,848                  | 912                 |
| 2011                        | 13,022                  | 733                 |
| 2012                        | 13,151                  | 744                 |
| 2013                        | 13,811                  | 744                 |
| 2014                        | 11,806                  | 713                 |
| 2015                        | 12,583                  | 633                 |
| 2016                        | 12,771                  | 697                 |
| 2017                        | 12,156                  | 755                 |
| 2018                        | 11,121                  | 684                 |
| 2019                        | 10,289                  | 543                 |